# バスケットボールカザフスタン代表
バスケットボールカザフスタン代表(Kazakhstan national basketball team)は、カザフスタンバスケットボール連盟によって国際大会に派遣されるバスケットボールのナショナルチームである。

## 歴史
1991年のソビエト連邦崩壊にともない独立しナショナルチーム設立。FIBAアジアに加盟。
1994年アジア大会で国際大会初出場。1995年にアジア選手権初出場で5位と健闘する。
1997年、東アジア競技大会に出場し4位となる。
2002年、釜山アジア大会で銅メダルを獲得する。
2005年アジア選手権では予選ラウンドで日本と同じグループとなり、グループ3位で2次ラウンド上位に進めず。
2007年アジア選手権では3位決定戦で韓国に敗れたが、過去最高位の4位となった。
2014年アジア大会では3大会ぶりに準決勝まで進出した。

## 主な国際大会成績
- 夏季オリンピック
  - 出場なし
- ワールドカップ
  - 出場なし
- FIBA男子アジアカップ
  - 4位：2007年
- アジア大会
  - 3位：2002年